# Boreen Point
Boreen Point è una piccola località dello Stato di Queensland, in Australia.
Si trova nella zona di Noosa Shire, poco a nord di Tewantin. Conta pochi abitanti, ma il numero aumenta durante le stagioni turistiche. Una delle maggiori attrazioni turistiche di Boreen Point è il lago Cootharaba, un lago conosciuto soprattutto per le gare di windsurf e per le tratte di navigazione. Questo lago parte dal fiume Noosa ed è parte di un parco nazionale.
In questa località c'è anche l'Apollonian Hotel, un albergo storico che una volta sorgeva a Gympie, ma che fu poi ricostruito a Boreen Point.